# Tinus tibialis
Espèce
Tinus tibialis est une espèce d'araignées aranéomorphes de la famille des Pisauridae.

## Distribution
Cette espèce est endémique du Morelos au Mexique,. Elle se rencontre vers Cuernavaca.

## Description
Le mâle holotype mesure 11 mm et la femelle paratype 15 mm.

## Publication originale
- F. O. Pickard-Cambridge, 1901 : Arachnida - Araneida and Opiliones. Biologia Centrali-Americana, Zoology. London, vol. 2, p. 193-312 (texte intégral).